# لا گوایرا
لا گوایرا (به اسپانیایی: La Guaira) یک شهر در ونزوئلا، مرکز ایالت وارگاس و بندر اصلی کشور ونزوئلا است. لا گوایرا ۲۷۰٬۷۹۲ نفر جمعیت دارد. این شهر در سال ۱۵۷۷ میلادی به با توجه به موقعیت بندری‌اش به عنوان یک خروجی برای کاراکاس تأسیس شد.